# Heinrich Pfenninger
Heinrich Pfenninger (* 1749 in Zürich; † 1815 in Zürich) war ein Schweizer Zeichner, Kupferstecher und Porträtmaler.

## Leben
Heinrich Pfenninger wurde als Sohn des Pfarrers am Fraumünster Johann Caspar Pfenninger (1712–1775) in Zürich geboren. Wie sein älterer Bruder Johann Konrad Pfenninger (1742–1797) wirkte er als Kunstmaler und Kupferstecher. Sein zeichnerisches Talent wurde früh von Lavater erkannt, der ihn zu seiner künstlerischen Ausbildung über drei Jahre an Johann Balthasar Bullinger, den Leiter der Zürcher Zeichenschule, vermittelte. Es folgte eine zweijährige Lehrzeit bei Johann Caspar Füssli. Anschliessend setzte Heinrich Pfenninger von 1770 bis 1773 seine Ausbildung an der Dresdner Akademie unter Anton Graff und Adrian Zingg fort. Zurückgekehrt nach Zürich arbeitete er als Zeichner und Stecher für Lavaters Physiognomische Fragmente.
1775 vermählte er sich mit Elisabeth Schulthess. In dieser Zeit entstand sein bekanntes Porträt von Reinhold Lenz. Für Leonhard Meister zeichnete und stach Heinrich Pfenninger in den 1780er Jahren Porträts Schweizer und deutscher Dichter, darunter auch Klopstock und Goethe, die zwischen 1787 und 1789 veröffentlicht wurden. Heinrich Pfenninger porträtierte und kopierte Alte Meister in Öl. Weniger erfolgreich versuchte er sich in den 1770er Jahren als Idyllen-Landschaftsmaler. Ab 1782 gab er mit dem gleichaltrigen Johann Jakob Meyer die Ansichtenfolge Reformierte Kirchen um Zürich in Kupfer heraus. 1795 hielt sich Heinrich Pfenninger in Paris auf. Von Bedeutung ist sein Porträt Jean Pauls, das 1798 für Johann Wilhelm Ludwig Gleims «Freundschaftsgalerie» im Gleimhaus entstand. Pfenninger arbeitete ebenfalls für die Freundschaftsgalerie des Verlegers Philipp Erasmus Reich, die heute mit 32 Bildern in der Kustodie/Kunstsammlung der Universität Leipzig aufbewahrt wird. Nach einem weiteren Auslandsaufenthalt in Ungarn bis 1808 kehrte Heinrich Pfenninger nach Zürich zurück, wo er 1815 verstarb.
Eine seiner Schülerinnen war seine Nichte Elisabeth Pfenninger (1772–1847), ebenfalls Malerin. Sie arbeitete in Genf, Zürich und Paris, wo sie eine Goldmedaille erhielt.

## Werke (Auswahl)
- Jakob Michael Reinhold Lenz, 1777, Bleistiftzeichnung
- Johann Wolfgang Goethe, 1779, Bleistiftzeichnung, Zentralbibliothek Zürich
- Jean Paul, 1798, Gleimhaus, Halberstadt

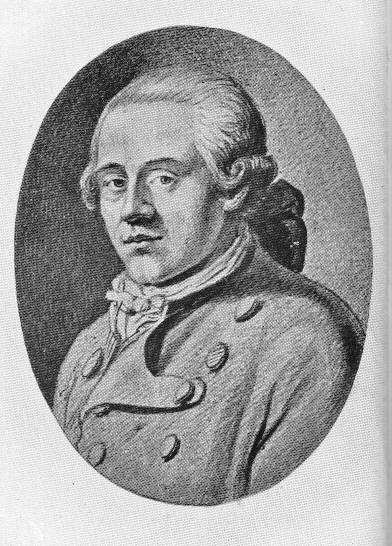
Jakob Michael Reinhold Lenz, Bleistiftzeichnung
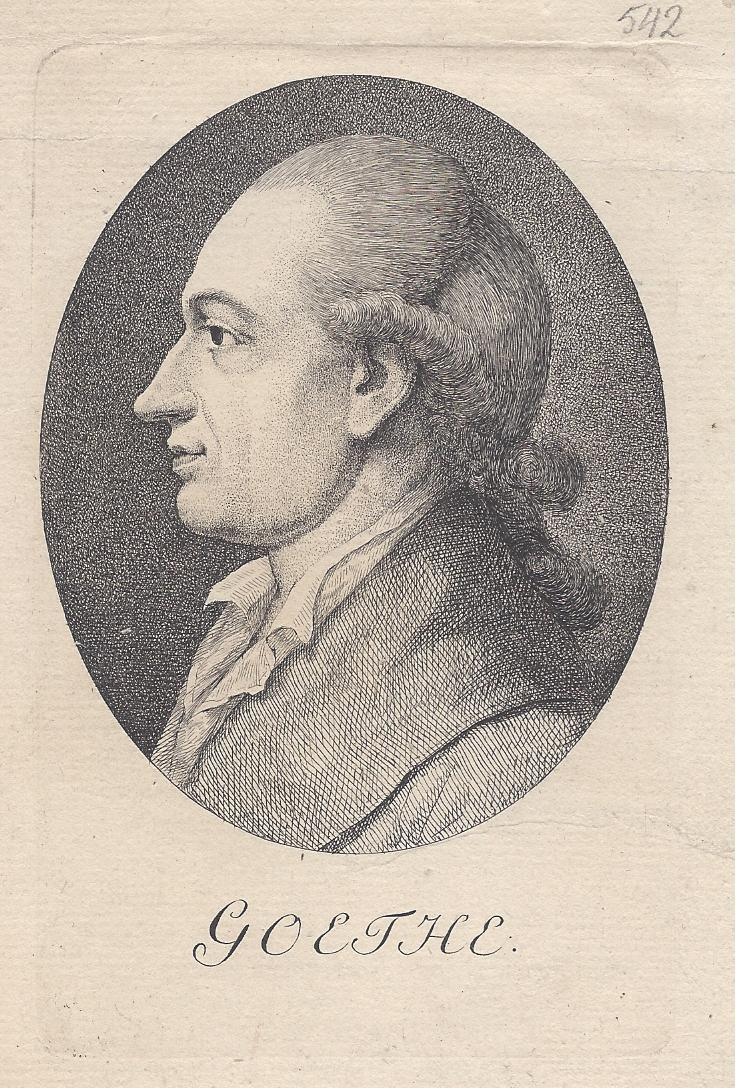
Johann Wolfgang Goethe, Kupferstich
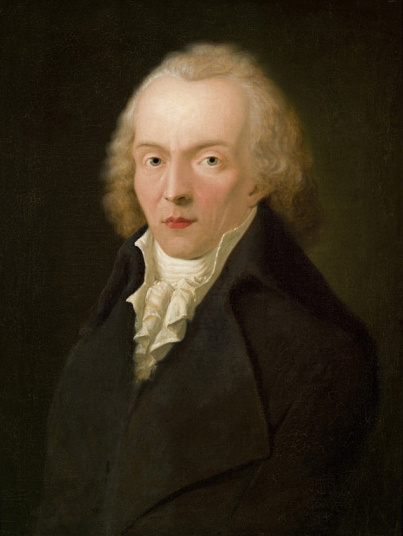
Jean Paul (1798), Ölporträt

## Schriften und Werkausgaben im Eigenverlag
- Helvetiens berühmte Männer in Bildnissen dargestellt: von Heinrich Pfenninger, Mahler; nebst kurzen biographischen Nachrichten von Leonhard Meister, Zürich und Winterthur: In Commission bey J. C. Füssli und Heinrich Steiner und Compagnie, 1782 (Band 1) / 1784 (Band 2).
- Caractères des poëtes les plus distingués de l’Allemagne: avec leurs portraits, Zuric: En commission chez les libraires Fussli, et Steiner de Winterhour, 1789. (Französische Ausgabe um ein Porträt Goethes und einen Aufsatz Lavaters erweitert).
- Versuch einer Beantwortung der Frage wer ist Schuld an unsrer unglücklichen Laage?, und dann der noch wichtigeren Frage wie müssen wir uns Betragen um so bald wie möglich aus dieser traurigen Laage zu kommen? Zürich 1799.